# Hormathia armata
Hormathia armata is een zeeanemonensoort uit de familie Hormathiidae. De anemoon komt uit het geslacht Hormathia. Hormathia armata werd in 2001 voor het eerst wetenschappelijk beschreven door Rodríguez & López-González. 